# Армяно-косовские отношения
По состоянию на июль 2024 года армяно-косовские отношения не установлены, поскольку Армения ещё не признала независимость Косово.
12 марта 2008 года президент Серж Саргсян заявил, что «возможное признание Арменией независимости Косово не вызовет напряжения в отношениях между Арменией и Россией», но также отметил, что «вопрос признания Косово требует серьезной дискуссии… Армения всегда была приверженцем права наций на самоопределение, и в этом аспекте мы приветствуем независимость Косово».
3 сентября 2008 года президент Серж Саргсян заявил: «Сегодня время от времени возникает вопрос, почему Армения не признает независимость Абхазии и Южной Осетии. Ответ прост: по той же причине, что она не признала независимость Косово. Имея нагорно-карабахский конфликт, Армения не может признать другое образование в такой же ситуации, пока она не признает Нагорно-Карабахскую Республику». Право нации на самоопределение «требует времени», требуя понимания «всех заинтересованных сторон». Соответственно, Армения пытается «убедить» Азербайджан смириться с потерей Карабаха, заявил президент. В ноябре 2008 года, комментируя признание Россией отколовшихся регионов Грузии, Саргсян сказал: «В случае Косово было применено право наций на самоопределение. Однако аналогичный шаг России был встречен враждебно». На встрече в мае 2009 года между министром иностранных дел Косово Скендером Хюсени и Арменом Мартиросяном, представителем Армении при ООН, Мартиросян, как сообщается, пообещал, что просьба о признании будет передана его правительству.
Во время государственного визита в Армению в июле 2009 года президент Сербии Борис Тадич обсудил вопросы Косово и непризнанной НКР с президентом Армении Сержем Саргсяном. Лидеры двух стран согласились с тем, что региональные конфликты следует разрешать без применения силы и только мирными средствами в соответствии с международным правом. Тадич также встретился с премьер-министром Тиграном Саргсяном, где обсуждались те же вопросы. Проблемы Косово и Нагорного Карабаха могут быть решены только путем переговоров, и «любые навязываемые решения абсолютно неприемлемы, и мы полностью согласны с этим», — сказал впоследствии Тадич.